# Tobias Kassung

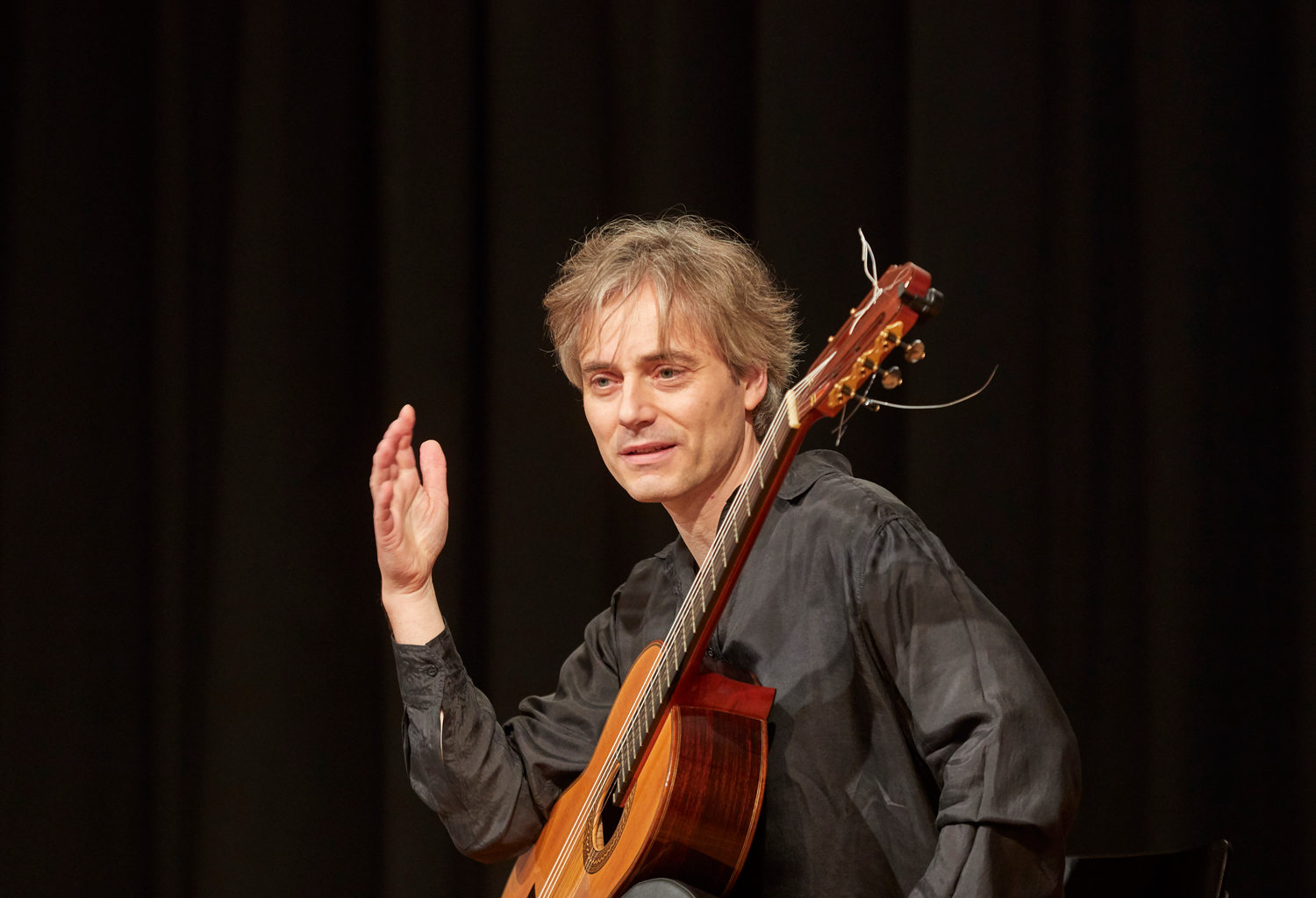
Tobias Kassung live in concert, Cologne 2021

Tobias Kassung (* 1. Oktober 1977 in Koblenz) ist ein in Köln lebender deutscher klassischer Gitarrist und Komponist.

## Frühe Jahre und Ausbildung
Kassung wurde 1977 als dritter Sohn des Malers Heinz Kassung in Koblenz geboren. Der künstlerische Austausch mit der bildenden Kunst seines Vaters prägte seinen musikalischen Werdegang. Ab dem sechsten Lebensjahr erhielt er Gitarrenunterricht bei dem Komponisten und Musikpädagogen Georg Schmitz an der Städtischen Musikschule Koblenz. Neben dem Gitarrenunterricht erlangte er so früh Einblick in Kompositionstechniken und brachte während seiner Studienzeit Werke von Georg Schmitz zur Uraufführung.
Nach dem Abitur 1997 am Eichendorff-Gymnasium Koblenz studierte er an der Hochschule für Musik und Tanz Köln zunächst bei Ansgar Krause, nach dem Vordiplom bei Hubert Käppel. Dort schloss er 2003 mit dem Diplom der künstlerischen Instrumentalausbildung ab. Mit einem Auslandsstipendium des Deutschen Akademischen Austauschdienstes (DAAD) studierte Kassung zusätzlich von 2001 bis 2002 bei Simon Dinnigan am Royal Birmingham Conservatoire of Music und von 2004 bis 2005 bei Antigoni Goni am Königlichen Konservatorium Brüssel.

## Künstlerisches Wirken
2003 gründete Kassung mit Studienfreunden der Hochschule für Musik und Tanz Köln das Kölner Klassik Ensemble. Dort entstand auch das Astor Trio mit seiner Kombination von Violine, Gitarre und Kontrabass, das seit 2011 in der festen Besetzung mit dem Violinisten Alexander Prushinskiy und dem Kontrabassisten Stanislav Anischenko auftritt. Als Kammermusiker spielt Kassung außerdem im Duo mit der Cellistin Lena Kravets und dem Gitarristen Luciano Marziali. Konzerte als Solist, mit dem Kölner Klassik Ensemble, dem Astor Trio und in verschiedenen Duo-Besetzungen führten ihn durch Europa, die USA, Südamerika, Japan, Australien, Russland und die Arabische Halbinsel. Aufnahmen veröffentlichte er bei Sony Classical und KSG Exaudio. Mitschnitte seiner Konzerte und Kompositionen wurden u. a. von ARD, WDR, HR, Bayerischer Rundfunk und SWR übertragen. Seine Arrangements und Kompositionen wurden bei Tonos (Darmstadt) und KSG Edition (Köln) verlegt.

## Gründer und künstlerischer Leiter
Seit seiner Gründung 2003 ist Tobias Kassung künstlerischer Leiter des Kölner Klassik Ensembles. Mit Hubert Käppel gründete er 2009 mit KSG Exaudio ein Label für Kammermusik insbesondere mit Gitarre. 2008 initiierte er die Konzertreihe „Hardtberger Gitarrenkonzerte“ in Bonn und leitet diese bis heute. 2017 gründete Kassung zur Stärkung der freien, klassischen Kammermusikszene in Köln die Initiative Klassik Köln und ist heute einer der vier Sprecher. Von 2018 bis 2020 war er gewählter Vorstand der Initiative Freie Musik in Köln (IFM), des Dachverbandes der freien Musikszene in Köln.
Seit 2020 ist Kassung künstlerischer Leiter der von ihm ins Leben gerufenen Reihe „Kammerkonzerte im Kunstverein“ in Köln. Diese Reihe findet mit jährlich sechs Konzerten im Riphahn-Saal des Kölnischen Kunstvereins statt und präsentiert epochenübergreifend Kammermusik von Alter bis Aktueller Musik.

## Diskographie
- Astor Trio live at Kammerkonzerte Köln 2021, KSG Exaudio 67044
- Tobias Kassung & Luciano Marziali: Il Cinema (2019) KSG Exaudio 67040
- Lena Kravets & Tobias Kassung: Lieder, Songs & Canciones (2017) KSG Exaudio 67036
- Astor Trio: Gershwin & de Falla (2015) KSG Exaudio 67033
- Astor Trio: Bach & Piazzolla (2012) KSG Exaudio 67025
- Tobias Kassung: Five Centuries (2009) KSG Exaudio 67009
- Kölner Klassik Ensemble: Astor Piazzolla "Las Estaciones Porteñas" (2008) Sony Classical 98723
- Kölner Klassik Ensemble: Grieg, Mozart, Rodrigo und Saint-Saëns (2008) KSG Classics 67002
- Kölner Klassik Ensemble: Astor Piazzolla (2006) KSG Classics 67001
- Kölner Klassik Ensemble: Rodrigo, Vivaldi, Piazzolla und Mozart (2004) KSG Classics 004
- Tobias Kassung: Bach, Walton und Villa Lobos (2004) KSG Classics 003
- Junge Philharmonie Köln: Vivaldi, Paganini, Boccherini (2000) JPK 005210

## Kompositionen
- Sieben Konzertetüden, op. 17 (2021), ISWC: T-310.460.735-0
- Capriccio à la lumière du sud, op. 16 für Violoncello und Gitarre (2020), ISWC: T-300.522.753-8
- Fantasia Baltica, op. 15 für Gitarre Solo (2019), ISWC: T-804.118.268-8
- Variationen auf ein russisches Volkslied, op. 14 für Violoncello und Gitarre (2016), ISWC: T-803.750.988-0
- Buenos Aires Fantasie I, op. 13 für Violine, Gitarre und Kontrabass (2016/2018), ISWC: T-803.686.646-4
- Aria op. 11 für vier Violoncelli (2015) ISWC: T-803.608.135-4
- Il Cinema op. 10 für zwei Gitarren (2013/rev.2014) ISWC: T-803.239.530-6
- Intermezzo op. 9 für Violine, Gitarre und Kontrabass (2011) ISWC: T-802.901.836-9
- Variations on Handel op. 8 für Violine, Gitarre und Kontrabass (2010) ISWC: T-802.776.025-5
- Sonata Nr. 1 für Gitarre Solo (2009) ISWC: T-802.640.093-2
- Bernardas Töchter, Filmmusik (2008) ISWC: T-802.621.908-0
- TABU – Musik für Kammerorchester in 8 Szenen, Op. 6 (2007) ISWC: T-802.496.606-2
- Mondnacht für Sopran und Gitarre (2008) ISWC: T-802.496.604-0
- Vier kleine szenische Stücke (2004) Jours d’un Automne ISWC: T-801.845.210-4
- Vier kleine szenische Stücke (2004) Chant triste ISWC: T-802.275.919-0
- Vier kleine szenische Stücke (2004) Vor dem Meer ISWC: T-802.345.427-6
- Vier kleine szenische Stücke (2004) Blütentanz ISWC: T-802.345.425-4